# District de Phú Ninh
Phú Ninh est un district rural de la province de Quảng Nam, dans la région de la Côte centrale du Sud du Viêt Nam.

## Géographie
Le district a une superficie de 167 km2.
Le chef-lieu du district est Phú Thịnh. 